# 주홍글씨 (2004년 영화)
《주홍글씨》는 2004년에 개봉한 대한민국의 로맨스 스릴러 영화이다. 김영하 작가의 두 편의 단편소설 〈사진관 살인사건〉과 〈거울에 대한 단상〉을 합쳐 영화화한 작품이다. 변혁 감독이 연출했고, 한석규, 이은주, 성현아, 엄지원이 출연한다.

## 줄거리
능력 있는 형사 이기훈은 뛰어난 직감과 수사 능력을 지녔지만, 동시에 두 여인과 위험한 관계를 이어가는 이중적인 삶을 살고 있다. 그의 아내 한수현은 헌신적이고 완벽해 보이지만, 그는 밤에는 매혹적인 재즈 가수이자 고등학교 동창인 최가희와 격정적인 사랑을 나눈다. 이기훈은 마치 두 개의 삶을 오가듯 아내와 내연녀 사이를 오간다. 그러던 어느 날, 이기훈은 살인 사건 현장에서 남편 살해 혐의를 받는 지경희를 만나게 되면서 그의 삶은 더욱 복잡해진다. 수사와 동시에 자신의 위태로운 관계를 유지하려 애쓰는 이기훈의 이야기가 펼쳐진다.

## 캐스팅
- 한석규 : 이기훈 역
- 이은주 : 최가희 역
- 성현아 : 지경희 역
- 엄지원 : 한수현 역
- 김진근 : 정명식 역
- 도용구 : 한 사장 역
- 정인기 : 안 형사 역
- 김충렬 : 조 형사 역
- 최규환 : 최 형사 역
- 원창연 : 경찰서장 역
- 양태도 : 김혁주 역
- 김혜진 : 오연심 역
- 정미애 : 마담 역
- 박은화 : 수현 모 역
- 최덕호 : 산부인과의사 역
- 전현숙 : 메사상점주인 역
- 권방현 : 간호사 역
- 정승혁 : 검시관 역
- 김중기 : 신부 역 (특별출연)
- 변혁 : 오케스트라지휘 역 (특별출연)
- 더 버드 : 재즈밴드 역 (특별출연)